# Bækmarksbro
Bækmarksbro er en lille by i det nordlige Vestjylland med 524 indbyggere  (2024), beliggende i Flynder Sogn (en del dog i Møborg Sogn). Den ligger i Lemvig Kommune og hører under Region Midtjylland.
Bækmarksbro og området er også kendt for Tangsø og Flynder Kirke.
Flynder Å løber umiddelbart øst og syd om byen.
I byen findes en række forskellige aktiviteter.
I udkanten finder man Tangsø Idrætscenter, som bl.a. indeholder motionscenter, sportshal, svømmehal og selskabslokaler.
Byens skole (Tangsø Skole) og plejehjem blev renoveret i 2007. I umiddelbar tilknytning til skolen findes ligeledes en ungdomsklub.
Siden udsættelsen af bævere i området, kaldes Bækmarksbro af nogle for "Bævernes By".[kilde mangler]
Afstande: Bøvlingbjerg 7 kilometer, Vemb 8 kilometer, Lemvig 14 kilometer, Holstebro 23 kilometer, Struer 25 kilometer og Herning 64 kilometer.
I foråret 2019 har et par storke slået sig ned i Bækmarksbro. Det er første gang siden 2004 at der har været et tredje ynglepar i Danmark, og det har skabt et betydeligt tilløb af interesserede til byen. Eftersom storkereden kun befinder sig omkring 100 meter fra en befærdet vej, har Lemvig Kommune af hensyn til storkenes sikkerhed på opfordring af foreningen Storkene.dk sikret området med skiltning. Teksten 'Lavtgående Fly' på skiltene, som typisk bliver benyttet til at sikre ved lufthavne, er erstattet med 'Lavtflyvende Storke'.